# Teściowie (serial telewizyjny)
Teściowie – polski serial komediowy telewizji Polsat emitowany od 2023 roku.

## Obsada
- Julia Wieniawa jako Andżelika Nagórska (2023–2024)
- Ignacy Liss jako Lucjan Ledwoń
- Cezary Pazura jako Zenon Nagórski
- Joanna Kurowska jako Wiola Nagórska
- Cezary Kosiński jako Roman Ledwoń
- Jolanta Fraszyńska jako Dorota Ledwoń
- Ewa Serwa jako Koziarska
- Angelika Kurowska jako Pati
- Paweł Wawrzecki jako Leonard Bułkowski
- Piotr Gąsowski jako dr Rudolf Niski
- Magdalena Wójcik jako Brygida
- Małgorzata Rożniatowska jako babcia
- Adrian Zaremba jako ksiądz Marek
- Agnieszka Pilaszewska jako Marysia
- Andrzej Niemirski jako reżyser teleturnieju „Zjadacze rozumów”
- Andrzej Nejman jako Robert
- Wiktor Zborowski jako ksiądz proboszcz
- Ewa Wachowicz jako prowadząca program kulinarny
- Maciej Rock jako prowadzący galę
- Marta Bryła
- Daniel Olbrychski
- Krzysztof Jaroszyński
- Kinga Jasik
- Katarzyna Żak
- Marcin Troński
- Maciej Radel
- Krzysztof Tyniec

## Produkcja
W czerwcu 2022 roku poinformowano o produkcji nowego serialu z Joanną Kurowską i Pawłem Wawrzeckim. Miesiąc później podano do informacji, że serial nosi tytuł Teściowie i ruszyły do niego zdjęcia. W obsadzie znaleźli się także Cezary Pazura, Magdalena Wójcik, Cezary Kosiński, Jolanta Fraszyńska, Piotr Gąsowski, Julia Wieniawa, Małgorzata Rożniatowska i Ignacy Liss.
W sierpniu 2023 roku poinformowano o planach produkcji 2. sezonu serialu, a 26 września 2023 roku ruszył jego okres zdjęciowy. Do obsady serialu dołączył Daniel Olbrychski.
W sierpniu 2024 roku poinformowano o planach produkcji 3. sezonu serialu, a 10 października 2024 roku ruszył jego okres zdjęciowy. 

## Spis serii
| Seria | Seria | Odcinki    | Premiera (Polsat Box Go) | Premiera (Polsat Box Go) | Premiera (Polsat Box Go) | Pierwsza emisja telewizyjna (Polsat) | Pierwsza emisja telewizyjna (Polsat) | Pierwsza emisja telewizyjna (Polsat) | Pierwsza emisja telewizyjna (Polsat) | Pierwsza emisja telewizyjna (Polsat) |
| Seria | Seria | Odcinki    | Premiera serii           | Finał serii              | Dzień udostępniania      | Sezon                                | Premiera serii                       | Finał serii                          | Pora emisji                          | Średnia oglądalność                  |
| ----- | ----- | ---------- | ------------------------ | ------------------------ | ------------------------ | ------------------------------------ | ------------------------------------ | ------------------------------------ | ------------------------------------ | ------------------------------------ |
|       | 1.    | 1–20 (20)  | 12 maja 2023             | 14 lipca 2023            | piątek                   | jesień 2023                          | 3 września 2023                      | 5 listopada 2023                     | niedziela 22.10 i 22.40              | bd.                                  |
|       | 2.    | 21–40 (20) | 29 maja 2024             | 31 lipca 2024            | środa                    | jesień 2024                          | 15 września 2024                     | 8 grudnia 2024                       | niedziela 22.10 i 22.40              | 476 tys.                             |
|       | 3.    | 41–50 (10) | 23 lutego 2025           | 27 kwietnia 2025         | niedziela                | wiosna 2025                          | 2 marca 2025                         | 4 maja 2025                          | niedziela 22.45                      | 387 tys.                             |
|       | 4.    | 51–60 (10) | 7 wrzesnia 2025          | bd.                      | niedziela                | jesień 2025                          | 14 września 2025                     | bd.                                  | niedziela 22.45                      | bd.                                  |